# HD200369
HD200369 — хімічно пекулярна зоря спектрального класу A0, що має видиму зоряну величину в смузі V приблизно  9,0.
Вона  розташована на відстані близько 2787,7 світлових років від Сонця.

## Пекулярний хімічний склад
Зоряна атмосфера HD200369 має підвищений вміст 
Cr
.